# Luca Tribondeau
Luca Tribondeau (* 3. August 1996 in Wolfsberg, Kärnten) ist ein ehemaliger österreichischer Freestyle-Skier. Er war auf die Disziplinen Slopestyle und Big Air spezialisiert und nahm einmal an Olympischen Spielen und dreimal an Weltmeisterschaften teil.

## Biografie

### Kindheit und Jugend
Der in Frantschach-Sankt Gertraud wohnhafte Luca Tribondeau verdankt seinen Familiennamen einem französischen Urgroßvater. Während er anfangs Skirennen fuhr, brachte er sich auf selbstgebauten Schanzen auf der Koralpe erste Tricks bei. Im Alter von zwölf Jahren entschied er sich für eine Freestyle-Laufbahn.
Tribondeau konzentrierte sich zu Beginn seiner Karriere auf die Disziplin Slopestyle und bestritt als 15-Jähriger seinen ersten FIS-Bewerb in Kaprun. Im Jänner 2012 startete er in Brand erstmals im Europacup und belegte bei seinem zweiten Wettkampf Rang fünf. Anfang März desselben Jahres feierte er am Vogel seine ersten beiden Siege. Bei den darauffolgenden Juniorenweltmeisterschaften in Chiesa in Valmalenco kam er hingegen nicht über Rang 37 hinaus. Ein Jahr später gewann er bei seiner zweiten JWM-Teilnahme am selben Ort die Slopestyle-Bronzemedaille. Im Februar 2015 gelang ihm in Mayrhofen sein dritter und letzter Europacupsieg.

### Weltcup und Großereignisse
Ende Februar 2012 gab Tribondeau in Jyväskylä sein Debüt im Freestyle-Skiing-Weltcup. 2013 nahm er an den Weltmeisterschaften in Voss teil und belegte dort Rang 30. Seine größten internationalen Erfolge erreichte er im Jänner und Februar 2014. Nachdem ihm mit Platz zehn in Gstaad das beste Weltcup-Resultat seiner Karriere gelungen war, erhielt er eine Einladung zu den X-Games in Aspen. Dort verpasste als Vierter in seiner Zweitdisziplin Big Air nur knapp die Medaillenränge. Bei den Olympischen Winterspielen von Sotschi, wo Slopestyle erstmals auf dem olympischen Programm stand, scheiterte Tribondeau trotz solider Leistung an der Finalqualifikation und belegte Rang 14. Er selbst und viele Beobachter befanden seine Läufe mit den Tricks Right-side double cork 1260, Switch double misty 1260 und Triple cork 1440 von der Jury zu niedrig bewertet. Sein bestes Ergebnis bei einem Großereignis schaffte er ein Jahr später im Rahmen der Weltmeisterschaften am Kreischberg, wo er sich auf Platz sieben klassierte.
Im Jänner 2016 erreichte Tribondeau beim Slopestyle-Weltcup auf dem Mammoth Mountain zum zweiten Mal einen zehnten Platz. In der Disziplinenwertung gelang ihm 2015/16 trotz eines zu Saisonbeginn erlittenen Kahnbeinbruches mit Rang 27 ein Karrierehoch. In der Folge startete er vermehrt auch im Big Air und konnte im Slopestyle nicht mehr an frühere Erfolge anknüpfen. Bei den Weltmeisterschaften in der Sierra Nevada belegte er Platz 23 in seiner vormaligen Paradedisziplin. Sein bestes Weltcup-Ergebnis im Big Air erreichte er im November 2017 mit Rang 14 beim Stadt-Weltcup in Mailand. Danach bestritt er keine internationalen Wettkämpfe mehr.
Luca Tribondeau ist selbständiger Fotograf in seiner Heimatgemeinde Frantschach-Sankt Gertraud.

## Erfolge

### Olympische Spiele
- Sotschi 2014: 14. Slopestyle

### Weltmeisterschaften
- Voss 2013: 30. Slopestyle
- Kreischberg 2015: 7. Slopestyle
- Sierra Nevada 2017: 23. Slopestyle

### Weltcup
- 2 Platzierungen unter den besten zehn

### Weltcupwertungen
| Saison  | Gesamt | Gesamt | Slopestyle | Slopestyle | Big Air | Big Air |
| Saison  | Platz  | Punkte | Platz      | Punkte     | Platz   | Punkte  |
| ------- | ------ | ------ | ---------- | ---------- | ------- | ------- |
| 2012/13 | 270.   | 1      | 76.        | 6          | –       | –       |
| 2013/14 | 129.   | 9      | 30.        | 44         | –       | –       |
| 2014/15 | 169.   | 3      | 31.        | 13         | –       | –       |
| 2015/16 | 124.   | 9,6    | 27.        | 48         | –       | –       |
| 2016/17 | 156.   | 6,67   | –          | –          | 28.     | 40      |
| 2017/18 | 208.   | 3,6    | –          | –          | 28.     | 18      |

### Juniorenweltmeisterschaften
- Chiesa in Valmalenco 2012: 37. Slopestyle
- Chiesa in Valmalenco 2013: 3. Slopestyle

### Europacup
- 3 Siege:

| Datum           | Ort       | Land       | Disziplin  |
| --------------- | --------- | ---------- | ---------- |
| 3. März 2012    | Vogel     | Slowenien  | Slopestyle |
| 4. März 2012    | Vogel     | Slowenien  | Slopestyle |
| 6. Februar 2015 | Mayrhofen | Österreich | Slopestyle |